# Österreich-Ungarns Truppen in Palästina

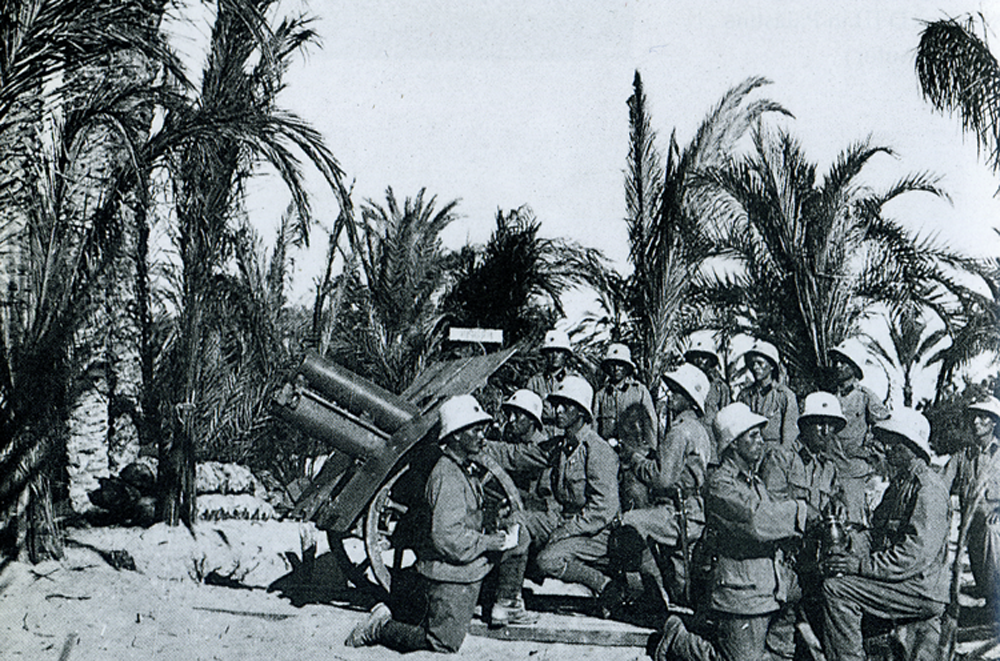
k.u.k. 149 mm Gebirgshaubitze in Feuerstellung irgendwo in Palästina

Österreich-Ungarns Truppen in Palästina waren im Ersten Weltkrieg Teil der militärischen Unterstützung des Osmanischen Reiches und wurden im Vorderen Orient eingesetzt.

## Geschichte
Österreich-Ungarn war den deutsch-türkischen Geheimverträgen vom 2. August 1914 und dem 11. Januar 1915 in Form eines Notenwechsels beigetreten. Man wollte auf wirtschaftspolitischem Gebiet gegenüber der Türkei dem deutschen Bündnispartner nicht nachstehen. Um den politischen Einfluss in der Türkei zu stärken, wurden ähnlich dem deutschen Levantekorps kleinere Militärkontingente dorthin entsandt. Hierbei handelte es sich um Artillerie, technische Truppen und motorisierte Transportkolonnen.
Die k.u.k. Truppen hatten bei den Türken einen besseren Stand als ihre deutschen Mitstreiter, da sich die Offiziere stark um ein gutes Verhältnis zu den Türken bemühten und man diesbezüglich auch sonst alle möglichen Anstrengungen unternahm, so z. B. dass sie in Konstantinopel eine Klinik eröffneten, in der die ärmeren Schichten kostenlos behandelt wurden. Dies machte sich dann in den Wirtschaftsbeziehungen positiv bemerkbar, insbesondere was das Kriegsmaterial betraf. Die Geschütze der Škoda-Werke waren bei den Türken sehr begehrt. Österreich-Ungarn lieferte allein im Jahre 1916 80 Gebirgsgeschütze und rüstete insgesamt 50 Artilleriebatterien aus. Es wurden für die Ausbildung eigens Instruktionsabteilungen gebildet.
Am 15. November 1915 traf die «k.u.k. 24 cm Mörserbatterie Nr. 9» als erster Festungsartillerie-Verband in der Türkei ein und fand sogleich Verwendung an der Anaforta-Front auf der Halbinsel Gallipoli. Vier Wochen später folgte die «k.u.k. 14,9 cm Haubitzbatterie Nr. 36». Auch diese wurde im gleichen Frontabschnitt eingesetzt. Nachdem die Entente-Truppen zum Abzug von der Halbinsel gezwungen worden waren, verlegten die beiden Batterien zunächst nach Smyrna und dann nach Rumänien. Dort blieben sie bis 1917 und kehrten anschließend in die Türkei zurück. Hier übernahm die «15 cm Haubitzbatterie Nr. 36» einen Abschnitt gegenüber der Insel Tenedos. Aus der «Mörserbatterie Nr. 9» wurden zwei Geschütze ausgegliedert und als „k.u.k. Kanonenbatterie Nr. 20“ in Dienst gestellt. Bei der Batterie Nr. 9 verblieben damit nur noch zwei Geschütze. Im Mai wurde von Enver Pascha beim k.u.k. Militärattaché Feldmarschallleutnant Josef Pomiankowski wegen der Unterstützung mit zusätzlichen Gebirgshaubitzen angefragt, man wollte damit einen weiteren Vorstoß zum Suezkanal unterstützen. Pomiankowski beantragte daraufhin beim k.u.k. Oberkommando die Abstellung einer Gebirgshaubitzdivision, die mit zwei schießenden Batterien im April 1916 unter Major Adolf Wilhelm Marno von Eichenhorst und Hauptmann Władysław Anton Ritter von Truszkowski (1876–1917) in Palästina eintraf. Die k.u.k. Formation bestand zunächst aus 22 Offizieren und 813 Mannschaften.
Als Kaiser Franz Joseph am 26. Januar 1916 von der Entsendung der beiden Batterien Gebirgshaubitzen erfuhr, war er von dieser Entscheidung offenbar nicht überzeugt, denn er soll später angemerkt haben: „Na ich glaub doch, die sehn wir nimmer!“, was sich allerdings als Irrtum herausstellen sollte.
Die beiden ungarischen Gebirgsbatterien marschierten auf dem Vorstoß durch die Wüste 200 Kilometer in fünf Tagen und deckten nach dem Scheitern der Offensive bei Bir Romani (3. – 5. August 1916) den Rückzug der türkischen Infanterie. Nach dem Abschluss des Rückzuges lag die Haubitzdivision Ende Oktober 1916 in Bethlehem und war anschließend hier am rechten Frontflügel eingesetzt.
Im März 1917 bewährte sich die «Haubitzdivision Nr. 36» in der ersten Schlacht um Gaza ein weiteres Mal. Die Batterie 2/4 der Division kämpfte, nachdem die Artilleriemunition verschossen war, mit Handfeuerwaffen weiter und konnte die in die Stellung eingedrungenen Briten wieder hinauswerfen. Dies war nur mit einem Verlust von sieben Offizieren, darunter der Kommandant Hauptmann Truszkowski, und 43 Unteroffizieren und Mannschaften zu erkaufen gewesen. Im Juni 1917 wurde diesem Frontabschnitt zur Verstärkung die «Kanonenbatterie Nr. 20» zugewiesen. Der ungeheuere Verlust an Zug- und Tragtieren durch Unterernährung und Erschöpfung musste bei dieser Einheit durch Zuweisung der «k.u.k. Kraftwagenkolonne Türkei I» ausgeglichen werden.
Die dritte Schlacht um Gaza im November 1917 sah wieder die k.u.k. Batterien als festen Rückhalt der hier kämpfenden Truppe. Letztendlich mussten sich die Artilleristen dann doch in Sicherheit bringen, da britische Kavallerie die Front durchbrochen hatte und die Artilleriestellungen in der Flanke bedrohten. Zum Jahreswechsel lagen die k.u.k. Truppen auf Retablierung (Erholung) in Damaskus.
Im April 1918 wurde die k.u.k. Artillerie wiederum zur Abwehr alliierter Angriffe im Ostjordanland eingesetzt. Hier wurde die Batterie 2 der Haubitzdivision eingekesselt und wehrte sich im infanteristischen Nahkampf, bis zwei türkische Divisionen die alliierten Truppen im Rücken angriffen und sich diese daraufhin zurückzogen.
Der dann folgende Großangriff der Alliierten konnte seitens der Mittelmächte mit den ihnen zur Verfügung stehenden artilleristischen Kräften nicht mehr wirksam aufgehalten werden. Ab dem 19. September 1918 brach die Front zusammen und es begann ein allgemeiner Rückzug, in dem auch die k.u.k. Truppen mitgerissen wurden.
Bis auf die Geschütze der «Gebirgskanonenbatterie Nr. 1/4», die ihr Material retten konnte, ging alles schießende Gerät verloren. Die «Gebirgskanonenbatterie Nr. 1/4» wurde dann in Aleppo beim Aufbau der neugebildeten 7. türkischen Armee eingesetzt. Der Etappengruppenkommandant von Aleppo, Oberleutnant Harry Spanner, ein Ingenieur, nahm im September 1918 eine archäologische Bauaufnahme der Ruinenstadt Resafa vor, die nach dem Krieg veröffentlicht wurde.
Nach dem Waffenstillstand am 30. Oktober 1918 sammelten sich die Reste der k.u.k. Truppen in Konstantinopel (Istanbul). Es war auch dem 200 Mann starken «Instruktionsdetachement für türkische Kraftwagenkolonnen» gelungen, sich nach Konstantinopel durchzuschlagen, ebenso das «Ski-Ausbildungsdetachement», geleitet von dem Biologen und Reserveoffizier Victor Pietschmann, aus Erzerum, das für die Ski-Ausbildung der türkischen Kaukasus-Armee verantwortlich zeichnete.
Nach dem Bekanntwerden des Zusammenbruchs der k.u.k. Monarchie machten sich auch bei den Soldaten im Orient Veränderungen bemerkbar. Die Disziplin ließ teilweise stark nach, etwa 200 Mann des Kraftfahrersatzdepots versuchten am 4. November einen Umsturz durch die Schaffung von Soldatenräten. Dies wurde durch den Militärattachée Pomiankowski verhindert, der die Türken zu Hilfe rief und die Aufrührer durch ein Halbbataillon entwaffnen ließ. Anschließend wurden sie nach Odessa abgeschoben. Eine Anzahl von tschechisch-, rumänisch- und kroatischstämmigen Soldaten lief zur Entente über. Die loyalen Angehörigen der Armee, 200 Offiziere und 1050 Unteroffiziere und Mannschaften wurden zunächst auf die asiatische Seite des Marmarameeres verbracht, von wo aus dann die Repatriierung erfolgte. Am 6. Januar 1919 verließ der letzte k.u.k. Soldat die Türkei. Die österreichischen Rückkehrer trafen über Triest am 24. Januar 1919 in Wien ein.
Insgesamt waren in der Türkei stationiert:
- die k.u.k. 24 cm Motor-Mörser-Batterie No. 9 mit 24-cm-Mörser M. 98 (beide Geschütze fielen im August 1918 aus)
- die k.u.k. 14,9 cm Haubitzbatterie No. 36, mit Škoda 149-mm-Gebirgshaubitzen
- die k.u.k. Gebirgshaubitzbatterie No. 1/4 aus Budapest mit 7,5-cm-Gebirgs-Kanonen M.15
- die k.u.k. Gebirgshaubitzbatterie No. 2/6 aus Kaschau mit 7,5-cm-Gebirgs-Kanonen M.15
- die k.u.k. Kanonenbatterie No. 20 mit 10,4 cm-Feldkanonen
- Transport-Einheiten,
- Sanitäts-Einheiten
- Ausbildungsdetachements
- das k.u.k. Etappengruppenkommandando sowie das k.u.k. Feldpostamt Nr. 452 in Aleppo.

Gegenüber den arabischen Fürsten vertrat der Orientalist und Theologe Alois Musil die Interessen Österreich-Ungarns, indem er als Gegenspieler von T. E. Lawrence auftrat und hierbei recht erfolgreich war.
Zur 1917/1918 geplanten Entsendung eines k.u.k. Orient-Korps kam es nicht mehr, obwohl es dringend gebraucht worden wäre. Es war zwar mit 400 Offizieren und 8000 Unteroffizieren und Mannschaften bereits in Belgrad aufgestellt worden, wurde dann jedoch an die Front nach Albanien verlegt. Nichtsdestoweniger wurden die Truppen 1918 mit der k.u.k. Telegraphen-Kompanie Nr. 266, k.u.k. Telegraphen-Baukompanie Nr. 49 u. a. noch einmal verstärkt. Die Masse der eingesetzten Soldaten kamen aus Ungarn und Oberungarn.
Kriegsgräber der gefallenen Soldaten befinden sich insbesondere in Jerusalem, Aleppo, Damaskus, Istanbul und auf englischen Soldatenfriedhöfen.

## Museale Rezeption
In der Dauerausstellung des Wiener Heeresgeschichtlichen Museums ist im Bereich des Ersten Weltkrieges unter der Thematik An fremden Fronten den österreichischen Truppen in Palästina ein eigener Bereich eingeräumt. Darin sind die charakteristischen und seltenen österreichischen Tropenuniformen sowie Ausrüstungsgegenstände, Auszeichnungen und Bewaffnungen ausgestellt.

## Filme
- Die k. u. k. 24 cm Motormörser-Batterie No. 9 in Kleinasien: Sascha-Messter Wochenbericht Serie 132A vom 27. Mai 1917, Wien: Sascha-Messter Film (Filmarchiv Austria)